# Débora (1884)
Débora es la primera novela del autor venezolano Tomás Michelena, publicada por primera vez en Barcelona por la editorial Luis Tasso y Serra. Se trata de una novela notable por la modernidad con la que se trata el tema del adulterio, la sexualidad femenina, así como por su contenido homoerótico.

## Argumento
Débora es una especie de melodrama policíaco. La novela narra la historia de dos mujeres, Débora y María, amabas insatisfechas con sus respectivos matrimonio.
Débora, la protagonista de la novela, quien "a sus treinta años –y bajo el pánico de quedarse solterona– acepta la propuesta de matrimonio que le hace uno de sus pretendientes (un viejo y “maloliente” millonario). Justo el día del anuncio oficial del compromiso, llega del extranjero un adinerado primo lejano de quien se enamora a primera vista. Débora y su primo se mudan inmediatamente a Brasil y, allí, bajo el escenario del matrimonio perfecto, los dos mejores amigos del esposo de Débora también se enamoran rápida y apasionadamente de ella." Al descubrir lo que ocurre, el marido recluye a Débora del mundo exterior, acusándola de adulterio.
María, por otro lado, debe casarse con un hombre mezquino y patético para callar los rumores sobre su presunta conducta descarriada. Mientras sus respectivos maridos intentan controlar el deseo de estas, Débora y María buscan recuperar su libertad.
Al final, ambas historias se entremezclan para dar paso a un clímax de venganza.

## Personajes
Débora, mujer de 30 años de edad, aristócrata, bella, a la moda y liberal. Ha rechazado a muchos pretendientes antes de decidir casarse con Adriano.
Adriano de Soussa, primo lejano de Débora, apuesto, miembro de una honorable familia de Salvador de Bahía. Se casa con Débora y se mudan juntos a Bahía.
Felipe Latorre, poeta, mejor amigo de Adriano, enamorado de Débora.
Alberto de Cassard, noble francés, tímido y envidioso, enamorado también de Débora.
Marquesa Victoria, madre de Débora, fría y distante.
Juan, sirviente de Adriano y Débora.
María, hija del Conde de Potzen, habitante de Viena.
Conde de Potzen, padre de María.
Barón de Vigni, noble francés, pretendiente de María.

## Contexto
La novela se publicó en un momento en el que la sociedad venezolana se debatía sobre la pertinencia de legalizar el divorcio. No fue sino hasta 1904 cuando se reformaría el Código Civil de Venezuela para permitirlo.

## Legado
Se trata de una novela protofeminista que tendrá como temas la sexualidad femenina, la educación de la mujer, la emancipación femenina, el adulterio, y que aboga por la legalización del divorcio.
Débora indaga los problemas de finales siglo del siglo XIX: "Las ansiedades ante una mujer que tenga sexualidad, que desee, que cometa adulterio, por supuesto. Débora además narra una de las escenas de adulterio más escandalosas e inimaginables de todo el siglo XIX latinoamericano, que tiene que ver con el castigo que le otorga el marido al descubrir la infidelidad."
Fue una obra controversial por sus escenas de adulterio, por abogar por el divorcio, así como por su contenido homoerótico. Para Nathalie Bouzaglo, la escena en la que dos hombres discuten sobre la mesa y se tocan por debajo de ella, constituye una escena fundacional de la homosociabilidad en la literatura latinoamericana. Para Domingo Miliani se trata de su mejor novela.
Para Uslar Pietri, esta novela se enmarca en el naturalismo y la literatura de realismo documental, que posteriormente desarrollará José Gil Fortoul.